# Sophie de Nassau
Titres
Reine de Suède
18 septembre 1872 – 8 décembre 1907
(35 ans, 2 mois et 20 jours)
Reine de Norvège
18 septembre 1872 – 7 juin 1905
(32 ans, 8 mois et 20 jours)
Princesse héritière consort de Suède et de Norvège
(Duchesse d'Östergötland)
8 juillet 1859 – 18 septembre 1872
(13 ans, 2 mois et 10 jours)
Signature
Sophie de Nassau (en allemand : Sophia von Nassau), née le 9 juillet 1836 à Wiesbaden et morte le 30 décembre 1913 à Stockholm, est une duchesse de Nassau, devenue reine consort de Suède-Norvège à la suite de son mariage.

## Biographie

### Famille
Sœur cadette d'Hélène (1831-1888) et de Nicolas (1832-1905), elle est la fille de Guillaume, duc de Nassau et de sa seconde épouse Pauline de Wurtemberg, elle-même issue des anciens rois de Suède des dynasties Vasa et Palatinat-Deux-Ponts : Catherine Vasa > Éléonore-Catherine de Deux-Ponts-Cleebourg > Christine de Hesse-Eschwege > Ferdinand-Albert II de Brunswick-Wolfenbüttel > Charles Ier de Brunswick-Wolfenbüttel > Charles-Guillaume-Ferdinand de Brunswick-Wolfenbüttel > Augusta de Brunswick-Wolfenbüttel > Paul-Charles de Wurtemberg > Pauline de Wurtemberg > Sophie de Nassau.

### Mariage et enfants
Le 6 juin 1857 à Wiesbaden, elle épouse le prince Oscar Bernadotte, fils cadet du roi Oscar Ier de Suède et de Joséphine de Leuchtenberg. Elle devient reine consort de Suède et de Norvège le 18 septembre 1872, lors de l'accession au trône de son mari sous le nom d'Oscar II.
De leur union naîtront quatre enfants : 
- Gustave V, roi de Suède (1858-1950) épouse en 1881 Victoria de Bade (1862-1930) ;
- Oscar, duc de Gotland (1859-1953) épouse en 1888 Ebba Munckaf Fulkila (1858-1946) ;
- Charles, prince de Suède, duc de Västergötland (1861-1951) épouse en 1897 Ingeborg de Danemark (1878-1958) ;
- Eugène, duc de Närke (1865-1947).

Son mariage avec le second fils du roi de Suède est considéré comme le premier mariage d'inclination des milieux curiaux. Faisant preuve d'une grande piété et d'une grande humanité, elle se comporte également avec une parfaite dignité recherchant dans sa foi chrétienne et protestante les consolations nécessaires face aux aventures extra-conjugales de son époux (encore qu'il fut des plus discrets à la différence de ses cousins européens ou de son frère le roi Charles XV).
La reine Sophie soutient l'évolution démocratique de la Suède au grand dam de sa belle-fille Victoria de Bade et intervient plusieurs fois avec succès pour éviter une séparation violente entre la Suède et la Norvège. Dans le cercle familial, elle encourage ses fils qui préfèrent des unions d'inclinations à des unions dynastiques.

## Lieu d’inhumation
La reine Sophie est inhumée, auprès de son époux, dans la crypte située sous la chapelle Bernadotte de l’église de Riddarholmen à Stockholm.

## Hommages
À Stockholm, une église portant son nom a été érigée en sa mémoire. À Paris, l'église luthérienne suédoise, inaugurée en 1913, s'appelle église Sofia[réf. nécessaire].

## Titulature
- 9 juillet 1836 — 6 juin 1857 : Son Altesse Sérénissime la princesse Sophie de Nassau.
- 6 juin 1857 — 8 juillet 1859 : Son Altesse Royale la princesse Sophie de Suède et de Norvège, duchesse d'Östergötland.
- 8 juillet 1859 — 18 septembre 1872 : Son Altesse royale la princesse héritière consort de Suède et de Norvège, duchesse d'Östergötland.
- 18 septembre 1872 — 26 octobre 1905 : Sa Majesté la reine de Suède et de Norvège.
- 26 octobre 1905 — 8 décembre 1907 : Sa Majesté la reine de Suède.
- 8 décembre 1907 — 30 décembre 1913 : Sa Majesté la reine douairière de Suède.

Monogramme de la reine Sophie.
Armoiries de la reine Sophie de 1905 à 1907.

## Honneurs
- 7 mai 1861 : dame grand-croix de l'ordre de Sainte-Catherine
- 24 mars 1883 : dame de l'ordre de la Reine Marie-Louise
- 28 avril 1908 : membre de l'ordre des Séraphins
- Dame de justice du très vénérable ordre de Saint-Jean